# Vinícius Araújo
Vinícius Vasconcelos Araújo, mais conhecido como Vinícius Araújo (João Monlevade, 22 de fevereiro de 1993), é um futebolista brasileiro que atua como atacante. Atualmente, está no Sagan Tosu.

## Clubes

### Cruzeiro
Pela equipe sub-20 do Cruzeiro se tornou conhecido jogando a primeira Copa do Brasil de Futebol Sub-20. Apesar de ser eliminado cedo, Vinicius foi o artilheiro da competição com 8 gols.
Também se destacou no Campeonato Brasileiro de Futebol Sub-20 de 2012, onde foi campeão e artilheiro com 4 gols, sendo promovido ao elenco profissional logo em seguida.
Estreou no elenco profissional do Cruzeiro na vitória por 4–1 contra o Mamoré, em amistoso realizado em 27 de janeiro de 2013 na cidade de Patos de Minas, e marcou um gol de cabeça. Seu primeiro gol por jogos oficiais contra a equipe do Tombense, pelo Campeonato Mineiro 2013.

### Valencia
Em 31 de janeiro de 2014, transferiu-se ao Valencia, atuou em seis jogos entrando no segundo tempo.

### Standard de Liège
Foi emprestado para o Standard de Liège em agosto de 2014, até junho de 2015.

### Retorno ao Cruzeiro
Em 22 de junho retorna ao Cruzeiro por empréstimo até 01 de julho de 2016.

### Sport
No dia 4 de março de 2016, sem muitas oportunidades e com as Olimpíadas de 2016 perto, Vinícius Araújo foi emprestado novamente, desta vez para o Sport.

### Real Zaragoza
Em setembro, após ficar sem contrato, Vinícius Araújo acertou com o Real Zaragoza.

### Vasco da Gama
No dia 3 de agosto de 2018, o atacante foi anunciado pelo Vasco da Gama com contrato estabelecido até dezembro de 2019. Vinícius Araújo teve algumas oportunidades, foi mal, e ficou fora da equipe por 9 meses após sofrer uma lesão. em 4 de julho de 2019, Vinicius Araújo e mais 3 atletas do Vasco foram comunicados que estariam fora dos planos do clube. No dia 31 de dezembro de 2019, o seu contrato com o clube cruz-maltino encerrou, deixando-o livre para assinar com qualquer equipe.

## Títulos
Cruzeiro
- Campeonato Brasileiro: 2013[12]

- Campeonato Brasileiro de Futebol Sub-20: 2012[3]

Vasco da Gama
- Taça Guanabara: 2019

Seleção Brasileira
- Torneio Internacional de Toulon: 2013
- Valais Youth Cup: 2013
- Torneio Internacional da China: 2014

## Artilharias
Cruzeiro
- Campeonato Brasileiro Sub-20: 2012
- Copa do Brasil Sub-20: 2012

Seleção Brasileira Sub-20
- Torneio Internacional de Toulon: 2013
- Valais Youth Cup: 2013